# JMSN
JMSN은 미국의 싱어송라이터, 음악 프로듀서, 뮤직비디오 감독이다.

## 음반 목록
- †Priscilla† (2012)
- †Pllajë† (2013)
- JMSN (Blue Album) (2014)
- It Is. (2016)
- Whatever Makes U Happy (2017)
- Velvet (2018)